# Marma (Ngaoundéré)
Pour les articles homonymes, voir Marma.
Marma est un village de la commune de Ngaoundéré Ier situé dans la région de l'Adamaoua et le département de la Vina au Cameroun.

## Population
En 1967, Marma comptait 103 habitants, principalement des Foulbe.
Lors du recensement de 2005, 627 personnes y ont été dénombrées.